# Lorenzo Romar
Lorenzo Romar, (nacido el 13 de noviembre de 1958 en South Gate, California) es un entrenador de baloncesto estadounidense. Antes de ser entrenador, fue jugador de baloncesto ocupando el puesto de base.

## Estadísticas de su carrera en la NBA

### Temporada regular
| Año     | Equipo       | PJ  | PT | MPP  | %TC  | %3P  | %TL   | RPP | APP | ROB | TPP | PPP |
| ------- | ------------ | --- | -- | ---- | ---- | ---- | ----- | --- | --- | --- | --- | --- |
| 1980–81 | Golden State | 53  | -  | 13.7 | .412 | .333 | .683  | 1.1 | 2.6 | 0.5 | 0.1 | 4.1 |
| 1981–82 | Golden State | 79  | 11 | 15.9 | .504 | .200 | .823  | 1.2 | 2.9 | 0.8 | 0.2 | 6.2 |
| 1982–83 | Golden State | 82  | 64 | 26.0 | .465 | .303 | .743  | 1.7 | 5.5 | 1.2 | 0.1 | 7.6 |
| 1983–84 | Golden State | 3   | 0  | 5.0  | .400 | .000 | .500  | 0.3 | 0.3 | 0.0 | 0.0 | 2.0 |
| 1983–84 | Milwaukee    | 65  | 9  | 15.5 | .460 | .125 | .722  | 1.4 | 3.0 | 0.8 | 0.1 | 6.0 |
| 1984–85 | Milwaukee    | 4   | 0  | 4.0  | .125 | .000 | .000  | 0.0 | 0.5 | 0.0 | 0.0 | 0.5 |
| 1984–85 | Detroit      | 5   | 0  | 7.0  | .250 | .000 | 1.000 | 0.0 | 2.0 | 0.8 | 0.0 | 1.8 |
| Total   | Total        | 291 | 84 | 17.8 | .464 | .211 | .749  | 1.3 | 3.5 | 0.8 | 0.1 | 5.9 |

### Playoffs
| Año     | Equipo    | PJ | PT | MPP | %TC  | %3P  | %TL  | RPP | APP | ROB | TPP | PPP |
| ------- | --------- | -- | -- | --- | ---- | ---- | ---- | --- | --- | --- | --- | --- |
| 1983–84 | Milwaukee | 13 | -  | 5.2 | .450 | .000 | .636 | 0.2 | 1.2 | 0.0 | 0.0 | 1.9 |
| Total   | Total     | 13 | -  | 5.2 | .450 | .000 | .636 | 0.2 | 1.2 | 0.0 | 0.0 | 1.9 |